# Aeroportul Sandy Lake
Aeroportul Sandy Lake (IATA: ZSJ, ICAO: CZSJ) este un aeroport din Ontario, Canada. Aeroportul a fost tranzitat în 2021 de 8.159 de pasageri.
Situat la o altitudine de 290 m, aeroportul dispune de o singură pistă. Este operat de Government of Ontario⁠(d).